# Fíbula de Tangendorf
La Fíbula de Tangendorf, és una fermall del segle III, que va ser desenterrada al 1930 de l'arena d'un túmul a prop de Tangendorf, Toppenstedt, districte d'Harburg, Baixa Saxònia, Alemanya. La part frontal de la fíbula, d'elaborada confecció, està decorada amb un animal quadrúpede que mira cap enrere, potser un gos o un cérvol. És una de les troballes més importants del període de l'Imperi romà a Harburg, i és al Museu Arqueològic d'Hamburg.

## Descobriment
La Fíbula de Tangendorf es va trobar el 1930 en un túmul (coordinades 53,30202°N 10,076256°E) en una parcel·la coneguda com a Im schwarzen Dorn, a l'extrem nord-oest de Tangendorf. El llaurador Heinrich Wille la va trobar juntament amb una pinça de bronze per al cabell (Haarknotenfibel), i una fulla de llança de bronze mentre excavava l'arena d'un túmul de l'edat del bronze del seu camp. La pinça per al cabell i la fulla de la llança restaren en el Museu Helms; la fíbula, però, va quedar en mans d'un professor de l'escola primària de Tangendorf.
A l'estiu del 1938 el professor demanà al director del Museu Helms, Willi Wegewitz, que recollís una destral de pedra neolítica. En lliurar la destral de pedra, la fíbula fou redescoberta en un calaix, entre el material de gimnàstica de l'escola. El professor estava pensant a desfer-se de la fíbula perquè creia que era simplement un objecte modern sense valor ni importància arqueològica. Wegewitz organitzà de seguida una excavació al túmul. El diàmetre originari, de 16 metres, continuava sent clarament visible al camp llaurat i es van descobrir més restes d'una pinça per al cabell. El llaurador assegurà que havia trobat la fíbula a la vora del túmul; no s'havia adonat que les Erdverfärbungen —descoloracions de la terra—, podien indicar un enterrament de cremació.

## Troballes
La fíbula té diferents capes. La cara té un disc d'argent molt fi, daurat al foc i contornejat, amb un diàmetre de 58 mil·límetres, i està fixat amb tres reblons d'argent a una placa de coure de la mateixa grandària, de 3 mil·límetres de gruix, i al seu costat a una placa d'argent més dura. La placa posterior, de 78 mil·límetres de diàmetre, és prou més gran. A la part posterior es muntà el passador. El revers de la placa davantera s'omplí amb una barreja, ara de color verd blanquinós, d'estany, plom i traces de coure, per a suportar el sensible treball de fricció i evitar el premsatge dels ornaments accionats. Però els components d'estany del farciment han danyat algunes parts metàl·liques de la decoració pels processos al·lotròpics produïts per les baixes temperatures durant l'estada a llarg termini al sòl ("pesta de l'estany"). La decoració consta d'un animal quadrúpede que camina cap a la dreta, amb el cap girat enrere. Té dues orelles i li sobreïx la llengua. Al voltant del coll duu un adorn en forma de collaret. Les potes estan col·locades davall el cos per a acomodar la forma redona del disc. El fons està decorat amb impressions distribuïdes irregularment, com una granulació. L'escena s'emmarca per dues bandes acanalades, delimitades per una corona i una altra banda acanalada. Al voltant del cos hi ha tres caps de reblons en forma de roseta. El cos té un gran defecte ocasionat pel farciment d'estany degenerat. Algunes vores que sobreïxen de la placa de muntatge posterior s'han trencat. Davall la placa de coure hi havia quantitats residuals de matèria orgànica, que sembla ivori. Comparant els tipus d'ornaments, la fíbula es va datar de l'any 300.

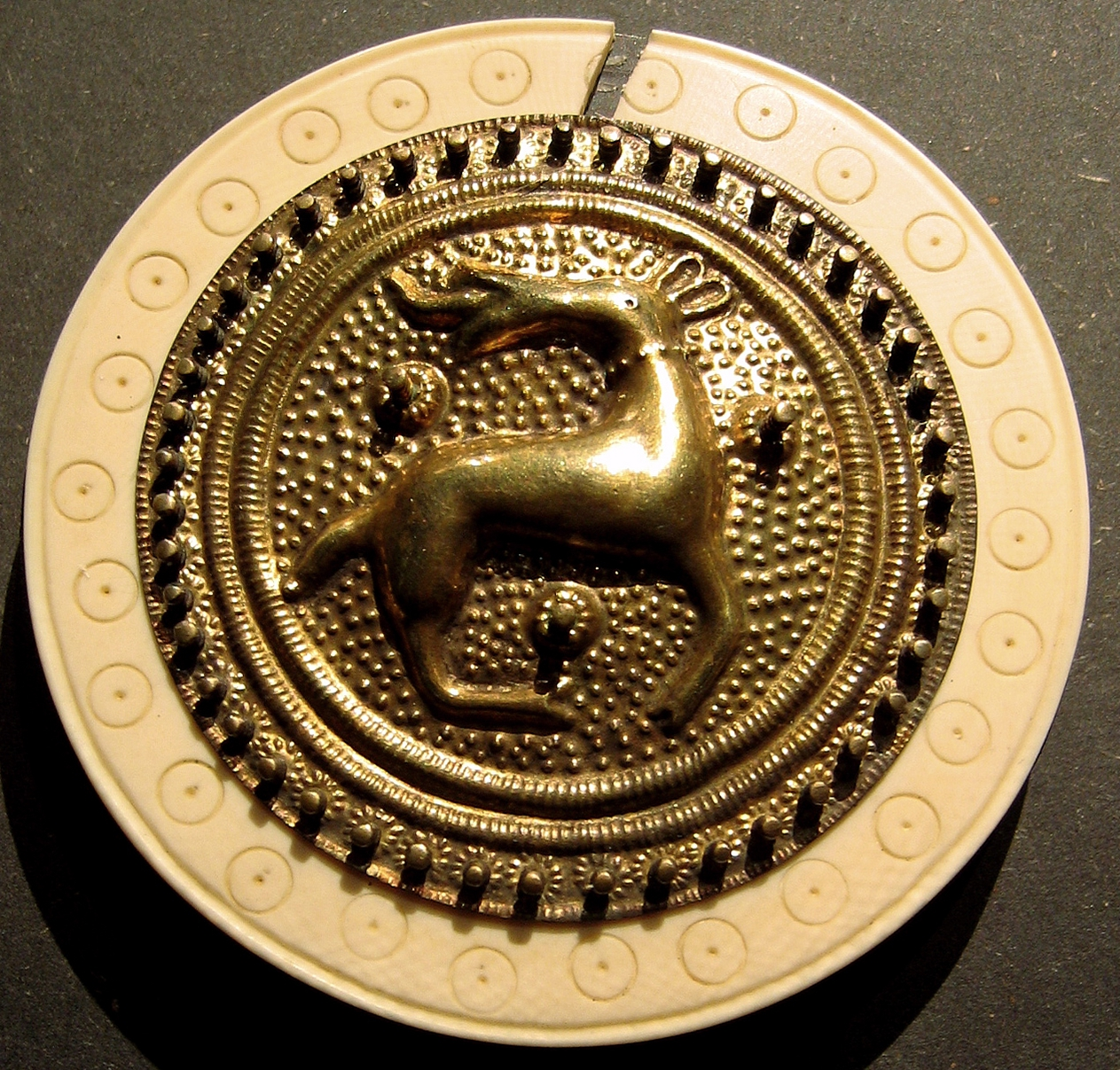
Interpretació de Hans Drescher (amb cercle d'ivori trencat)

## Interpretació
Per la incorrecta recuperació sense una documentació precisa de la troballa, no es pot saber pas amb exactitud el context arqueològic de la fíbula en l'enterrament de l'edat del ferro ni en l'enterrament secundari de l'edat del bronze. Tampoc se'n sap pas el nombre de dipòsits funeraris afegits que es van perdre. En comparança amb altres troballes semblants, aquests enterraments haurien d'haver contingut normalment altres joies i estris. Basant-se en les declaracions del llaurador, Wille, se sospita que la tomba de l'edat del ferro amb la fíbula de disc era un enterrament de cremació, sobre un túmul preexistent, una sospita que es fonamenta en moltes altres troballes de tombes de l'edat del ferro. El fermall és una obra d'orfebreria de gran qualitat, segurament germànica, inspirada en models romans. L'animal representat sembla un gos o un cérvol sense cornamenta. La raó de la representació d'un animal orientat cap enrere pot trobar-se en les convencions de l'art germànic o basar-se en la mitologia, però també podria atribuir-se al fet que permet una representació més àmplia de l'animal dins del poc espai disponible. La vora excel·lent del disc d'argent posterior i les restes de material orgànic sota el disc de coure suggereixen que les plaques davanteres de la fíbula estaven envoltades per un cercle d'ivori d'uns 10 mil·límetres d'amplada.

## Obres d'art comparables

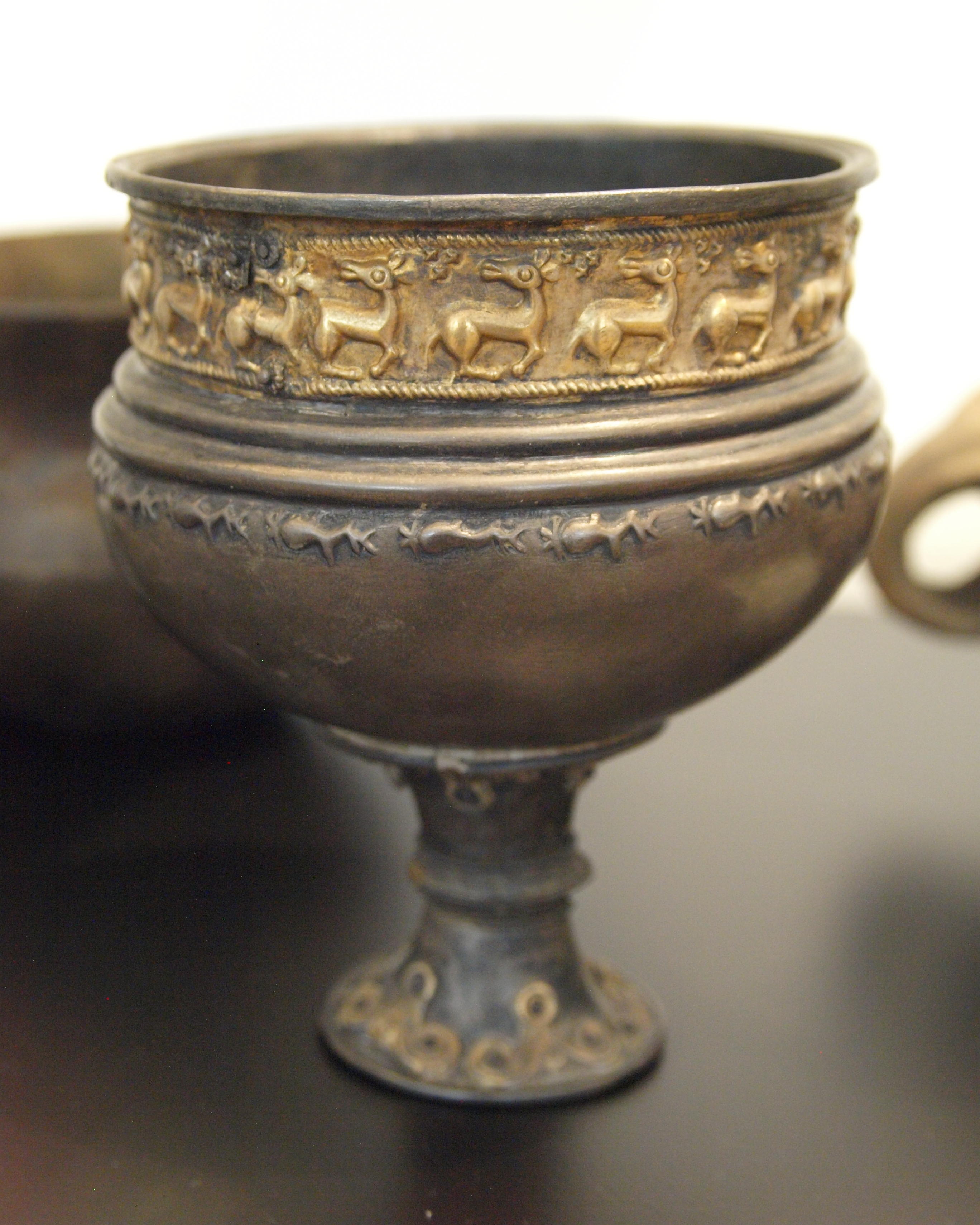
Copa d'argent de Nordrup parcialment reconstruïda amb animals semblants orientats cap enrere al Museu Nacional de Dinamarca

Existeix una fíbula de disc semblant, de 55 mil·límetres de diàmetre, procedent d'un enterrament de Häven, a Mecklenburg-Pomerània Occidental (Alemanya), però amb un animal que mira cap endavant. Les semblances en l'elaboració i la decoració són tan sorprenents que Wegewitz creia que s'havien fet al mateix taller. Es coneixen paral·lels d'aquest animal en les troballes d'una copa d'argent de Nordrup (prop de Skaftelev, en el municipi de Slagelse, Zelanda (Dinamarca), una placa amb decoració de cinyell de Skedemosse (Suècia), un dibuix en un fragment d'atuell quadi del segle ii de Prikas, Olomouc, Moràvia (República Txeca), i en el bracteat d'or del districte de Mistelbach, Baixa Àustria. Segons Willi Wegewitz, la Fíbula de disc de Tangendorf és un fermall magnífic de l'època de l'Imperi romà procedent del nord d'Alemanya i d'Escandinàvia.

## Reconstrucció

Escut d'armes de Toppenstedt

Després d'una anàlisi detallada de la construcció, Hans Drescher feu dues reconstruccions de la Fíbula de Tangendorf, una còpia per al Museu Helms, i la segona per al Niedersächsisches Landesmuseum Hannover. Drescher emprà ivori per a l'anell orgànic, donant contrast decoratiu entre el color blanc i el disc daurat, i publicà les seues conclusions detallades el 1955.
Des del 2002, Toppenstedt fa servir una representació estilitzada de la fíbula en el seu escut.